# Gerrit Jannink (Hockeyspieler)
Gerrit Jan Arnold Jannink (* 1. Dezember 1904 in Enschede; † 7. März 1975 in Ross-on-Wye, England) war ein niederländischer Hockeyspieler, der bei den Olympischen Spielen 1928 die Silbermedaille erhielt. 

## Karriere
Gerrit Jannink war Stürmer beim Amsterdamsche Hockey & Bandy Club, der von 1925 bis 1929 fünf niederländische Meistertitel gewann. Er bestritt 22 Länderspiele für die niederländische Nationalmannschaft.
Beim olympischen Turnier 1928 spielte Jannink in allen vier Partien der Niederländer. Im Vorrundenspiel gegen Frankreich erzielte er beim 5:0-Sieg zwei Treffer. Die indische Mannschaft gewann die eine Vorrundengruppe vor den Belgiern, in der anderen Vorrundengruppe platzierten sich die Niederländer vor der deutschen Mannschaft. Im Finale trafen die beiden Gruppenersten aufeinander und die indische Mannschaft gewann mit 3:0.